# Weinbourg
Weinbourg település Franciaországban, Bas-Rhin megyében. Lakosainak száma 466 fő (2022. január 1.). Weinbourg Ingwiller, Obersoultzbach, Sparsbach és Weiterswiller községekkel határos.

## Népesség
A település népessége az elmúlt években az alábbi módon változott:
| Lakosok száma | 420  | 434  | 440  | 432  | 441  | 450  | 459  | 462  | 466  |
|               | 2013 | 2015 | 2016 | 2017 | 2018 | 2019 | 2020 | 2021 | 2022 |